# 25374 Harbrucker
25374 Harbrucker (tên chỉ định: 1999 TC178) là một tiểu hành tinh vành đai chính. Nó được phát hiện bởi dự án Nghiên cứu tiểu hành tinh gần Trái Đất Lincoln ở Socorro, New Mexico, ngày 10 tháng 10 năm 1999. Nó được đặt theo tên Roberta Harbrucker, an American educator ở Gainesville, Florida.